# Dictyna sinaloa
Espèce
Dictyna sinaloa est une espèce d'araignées aranéomorphes de la famille des Dictynidae.

## Distribution
Cette espèce est endémique du Sinaloa au Mexique,. Elle se rencontre à Culiacan.

## Description
La femelle holotype mesure 1,70 mm.

## Étymologie
Son nom d'espèce lui a été donné en référence au lieu de sa découverte, le Sinaloa.

## Publication originale
- Gertsch & Davis, 1942 : Report on a collection of spiders from Mexico. IV. American Museum novitates, no 1158, p. 1-19 (texte intégral).